# Efesíaca
Efesíaca o Antía y Habrócomes (en griego antiguo Ἐφεσιακά  / "Ephesiaká" o más exactamente Historias efesias sobre Anthia y Habrocomes / Κατ 'Ἄνθειαν καὶ Ἁβροκόμην Ἐφεσιακά es una novela griega de época romana, atribuida en Jenofonte de Éfeso, un autor del que no sabe prácticamente nada, pero que se sitúa por lo general en el siglo II d. de Cristo.

## Manuscrito
El texto ha sobrevivido en un solo manuscrito de la Biblioteca Laurenciana o Laurentina de Florencia copiado a fines del siglo XIII. Contiene otras tres novelas tempranas (Dafnis y Cloe, Leucipa y Clitofonte y Quéreas y Calírroe). La novela consta de cinco libros, pero podría ser un epítome o resumen, ya que la Suda afirma que eran diez; hoy se tiende a pensar que en efecto eran cinco y la información de la Suda pudo ser un error de copia.

## Argumento
Antía y Habrocomes, dos adolescentes de Éfeso, están enamorados. El oráculo de Apolo en Colofón predice que ambos pasarían muchas pruebas antes de encontrar la felicidad:

¿Por qué deseáis conocer el fin de la enfermedad y también el principio? / Una sola enfermedad posee a ambos. / La liberación de ella es posible. / Veo para ellos sufrimientos terribles y trabajos sin fin. / Uno y otro huirán por el mar perseguidos por la furia / y sufrirán penosamente cadenas entre hombres del mar / y el tálamo será la tumba para ambos y el fuego destructor. / Junto a las corrientes del río Nilo a la venerable Isis / salvadora después ofreced espléndidos regalos. / Pero tras los sufrimientos tendrán aún un mejor destino.

Para que pudieran escapar a este destino sus padres los casaron enseguida y los enviaron a Egipto. Sin embargo, son capturados por piratas cerca de Rodas y llevados a Tiro. Manto, hija de su maestro Apsyrtos, se enamora de Habrócomes, pero, rechazada por él, se venga y lo acusa de haber intentado violarla. Habrócomes es sometido a torturas. Manto, casada con un tal Moeris, se va a vivir con él a Antioquía y ofrece a Antía como esposa a un cabrero llamado Lampon, quien accede a no consumar el matrimonio. Mientras, Moeris se ha enamorado de Antía, Manto se vuelve loca de rabia y le ordena a Lampon que se lleve a la joven al bosque y la mate. Compadeciéndose de ella, el cabrero se contenta con venderla a los comerciantes de Cilicia. Su barco naufraga y los supervivientes, incluida Antía, fueron capturados en la costa por un ladrón llamado Hippothoos.
Sin embargo, Apsyrtos descubrió la mentira de su hija y, arrepentido, emancipa a Habrócomes y lo nombra mayordomo. Al enterarse de que Antía ha sido vendida a los cilicios, el joven marcha en secreto a buscarla. En el momento en que Antía y sus compañeros de infortunio van a ser sacrificados a Ares por los bandidos, son rescatados por Perilaos, el magistrado a cargo del orden público en Cilicia, que mata o captura a todos los bandidos excepto a Hippothoos, que logra escapar. Perilaos lleva a Antía a Tarso y, enamorado de ella, la insta a convertirse en su esposa. Temiendo más dificultades si se niega, Antía acepta, pero pide un retraso de treinta días.
Al llegar a Cilicia, Habrócomes conoce a Hippothoos, con quien simpatiza. Ambos se alojan en una posada en Mazaca (La actual Kayseri, en Capadocia), y allí Hippothoos le cuenta a Habrócomes cómo, nacido en una familia noble en Perinto (Tracia), tuvo una trágica historia de amor con un apuesto joven de Bizancio, Hyperanthes, que lo llevó a cometer un asesinato, para luego convertirse en bandolero tras la muerte accidental de su amante. Habrócomes, que se entera por Hippothoos sobre el destino de Antía, convence a su compañero de que le ayude a formar una tropa para ir y arrebatar a su esposa a Perilaos. Mientras tanto, a medida que se acerca el día de su boda, Antía fue a ver a un médico, Eudoxo, y le compra lo que ella cree que es veneno, pero que en realidad es solo un narcótico. La noche de la boda, se traga el producto y parece muerta. Perilaos celebra su funeral y la coloca en una tumba, donde ella se despierta desesperada por seguir viva, y decide dejarse morir. Pero la tumba es visitada por saqueadores que la capturan y la llevan a Alejandría para venderla como esclava. Habrócomes, al llegar a Tarso con Hippothoos y su nueva banda, se entera del destino de su esposa, deja a Hippothoos y a los otros borrachos muertos y se embarca hacia Alejandría.
Antía es vendida a un príncipe indio llamado Psammis, pero logra hacerle creer que es una sacerdotisa de Isis y no puede tocarla durante un año sin provocar la ira de la diosa. El barco donde se embarcó Habrócomes, atracado en Egipto, fue atacado por unos bandidos, los "Pastores"; toda la tripulación es vendida en Pelusio, y el joven se convierte en esclavo de un tal Araxos, cuya muy fea esposa, llamada Cyno ("Perra"), se enamora de él y envenena a su marido para casarse con el mozo. Habrócomes huye, y Cyno, molesta, lo acusa del asesinato de Araxos. El joven es arrestado de inmediato y llevado a Alejandría para ser allí ejecutado. Pero dos intentos de matarlo (en una cruz y luego en un poste) fallan por la acción de los elementos naturales, y el gobernador termina creyendo que es un milagro. Él le hace contar su historia y finalmente lo ayuda a embarcarse hacia Sicilia para continuar su búsqueda. Cyno es arrestada y crucificada.
Sin embargo, Antía y Psammis habían marchado a Etiopía. Pero Hippothoos y su banda, abandonando Cilicia, se habían establecido cerca de la ciudad de Coptos en la frontera de Egipto y Etiopía, y allí asaltan a los viajeros. Matan a Psammis y capturan a Antía, a quien Hippothoos no reconoce. Uno de los bandidos quiere violar a la joven, quien lo atraviesa con una espada. Hippothoos luego la coloca en un pozo con dos mastines y prohíbe que les den comida. Pero el bandido encargado de la guardia se compadece de ella y arroja comida al pozo; cuando Hippothoos y los demás parten para atacar una aldea, la libera. Pero una tropa enviada por el gobernador de Egipto derrota a la banda; una vez más, solo escapa Hippothoos, que huye hacia Sicilia. Antía es llevada a Alejandría y el oficial al mando de la tropa, Polidos, se enamora de ella. Pero la esposa de este último se da cuenta y hace que Antía sea secuestrada por un esclavo, que la lleva a Tarento y la vende al encargado de un burdel. Para evitar ser una prostituta, Antía finge un ataque de epilepsia.
Durante este tiempo, Habrócomes ha arribado en Siracusa y se está quedando con un viejo pescador, quien le cuenta su propia historia de amor con su esposa, que comenzó en su Esparta natal, desde donde se la llevó a su padre para refugiarse con ella en Sicilia; ella murió poco antes, y él la hizo momificar y continúa viviendo con ella como si estuviera viva. Habrócomes marcha luego a Italia y se convierte en cantero en Nocera. Sin embargo, Hippothoos, llegado a Sicilia, seduce a una anciana rica con la que se casa y a la que hereda tras su rápida muerte. Entra en una relación con un joven, Clístenes, y los dos se marchan a Italia. En Tarento, conoce a Antía, a quien reconoce esta vez, y esta le cuenta toda su historia, incluida su vinculación con Habrócomes. Él se la compra al proxeneta y la lleva de regreso a Éfeso. Mientras tanto, Habrócomes, cansado, también decide regresar. En el camino a Éfeso, todos se encuentran en Rodas (incluidos los antiguos compañeros de servidumbre en Tiro y Antioquía). Antía y Habrócomes, finalmente reunidos, pueden jurar que se han mantenido fieles. Todos parten hacia Éfeso, donde se hacen sacrificios de acción de gracias a Artemisa y los dos esposos celebran los funerales de sus padres, fallecidos entretanto. Allí todos los personajes vivirán después felices.

## Crítica
Al autor le interesan más las peripecias argumentales que profundizar en la psicología de los personajes, esto último más bien propio de Caritón. Los monólogos de los personajes principales apenas ahondan en su psique. Son muy pasivos y el único motor que los mueve es su mutua fidelidad. Las hazañas de Habrócomes son las de quien busca por todo el Mediterráneo oriental y las de Antia resistirse o escapar de todos los intentos de forzar su castidad. Son como personajes de la Comedia nueva, inmaduros, pasivos, impotentes, incapaces, dependientes de dioses o de esclavos astutos que les sacan las castañas del fuego. Por el contrario, los personajes menores están mejor bosquejados. El total de personajes de la obra es 44. El estilo del texto es un griego koiné plano y monótono, aunque pretende ser aticista sin conseguirlo; rehúye conscientemente el léxico infrecuente y la sintaxis hipotáctica, y prefiere siempre la construcción más sencilla y paratáctica, acaso porque pretende asemejarse al estilo oral.

## Traducciones al español
- Efesíacas, edición crítica bilingüe y traducción de Josep Antoni Clúa Serena; Barcelona: CSIC / Alma mater, 2018.
- Antia y Habrócomes o Efesíacas. Edición de M. Cruz Herrero. Madrid: Akal, 1987
- Efesíacas, ed. de Julia Mendoza. Madrid: Gredos, 1979.